# Тонджакку
Тонджакку́ (кор. 동작구?, 銅雀區?, новая романизация: Dongjak-gu) — административный район на юго-западе Сеула, столицы Республики Корея, имеющий статус самоуправления.

## Название
Название района происходит от названия переправы Тонджеги (동재기 나루터) на реке Ханган, и вся длинная история района связана непосредственно с Ханганом. Переправа использовалась для перевозки людей и грузов по пути из Йонсана в Сувон. Впервые название появилось во времена династии Чосон.

## Расположение на карте города
Тонджакку находится на южном берегу Хангана. На западе граничит с районом Йондынпхогу, на юго-западе — с Кымчхонгу, на юге — с Кванакку, на востоке — с Сочхогу. На северном берегу Хангана расположены Мапхогу и Йонсангу.

## История
Предполагается, что люди обитали на территории нынешнего Тонджакку ещё в доисторическую эпоху, поскольку в XX веке в районе были найдены керамические изделия периода неолита, а также приспособления для ловли рыбы.

### Три корейских государства
В период трёх корейских государств (I век до н. э. — VII век н. э.) территория находилась под властью государства Пэкче, затем благодаря действиям ванов Квангэтхо и Чансу перешло под контроль государства Когурё.
Ван Чансу после завоевания местности в районе нынешнего Тонджакку в 475 году, приказал построить на берегу Хангана переправу, которая в дальнейшем служила пунктом отправления торговых кораблей в Китай, а также была портом для торговли с другими корейскими переправами, расположенными на Хангане.

### Объединённое Силла
Во времена государства Объединённое Силла административное устройство стало осуществляться по системе Чугунхён (주군현), в связи с чем более мелкие территории нынешнего Тонджакку были слиты в две более крупные административные единицы, которые именовались как Когянхён (곡양현) и Юльчинкун (율진군).

### Корё
В период государства Корё наименования районов снова были изменены. Ван Тхэджо изменил название Когъянхён на Кымджу (금주), а Юльчинкун — на Кваджу (과주). Далее ван Хёнджон переименовал Кымджу в Аннамтохобу (안남도호부).
В дальнейшем территория нынешнего Тонджакку и отдельные её части многократно переименовывались и передавались в составы различных административных образований, пока в 1069 году не вошла в состав территории Кёнгидо, которая, в свою очередь получила статус провинции в 1413 году. Тогда же местность Кымджу была переименована в Кымчхон (금천), а Кваджу — в Квачхон (과천).
В 1795 году название «Кымчхон» исчезло навсегда, а называвшаяся им территория получила новое имя, дошедшее до наших дней — Сихын (시흥).

### Период японской оккупации
В 1936 году, во времена японской оккупации, административная система была кардинально переработана японцами, вследствие чего практически вся территория Тонджакку была переведена из состава провинции Кёнгидо в состав территории Кёнсонбу (경성부), созданной японцами, и с февраля 1936 года находилась в управлении администрации (출장소) Йондынпхо (영등포).
В 1943 году японцы отменили прежнюю систему администраций и перевели Тонджакку в состав района Йондынпхогу (영등포구).

### Республика Корея
В 1963 году район Кванакку, в составе которого находился и Тонджакку, был присоединён к территории Сеула, а через 10 лет, 1 июля 1973 года, президент Пак Чон Хи своим указом выделил Кванакку из состава Йондынпхогу.
До 1980 года в Сеуле действовал план реорганизации управления округами и районами, согласно которому новый район мог выделиться из большего по площади района тогда, когда население нового района превысит 1 миллион человек. Этим шансом воспользовались составные части районов Сонбукку и Йондынпхогу: из состава Сонбукку выделился район Добонгу, а из состава Ёндынпхогу — Кванакку.
1 апреля 1980 года, когда население района Кванакку приблизилось к миллиону человек, он выделился в самостоятельный район, став 16-м по счёту районом Сеула, и сделав Тонджакку 17-м. Казалось бы, Тонджакку тоже должен был получить статус самоуправления, поскольку управлявшая им администрация района Кванакку больше им не управляла, однако статус самоуправляемого Тонджакку получил лишь 1 мая 1988 года.

## Общая характеристика
В настоящее время Тонджакку состоит из 20 тон.
Центром района является территория, прилегающая к станции метро Норянджин (노량진), которая некогда была станцией отправления первой на Корейском полуострове железнодорожной ветки Сеул—Инчхон. В настоящее время, ввиду развития метрополитена и городского автобусного сообщения, станция Норянджин стала крупным пересадочным узлом.
Ранее в районе было огромное количество построек низкого качества, а в районе проживало много бедняков. С развитием корейской экономики в целом и Сеула в частности, район начал постепенно менять свой облик. В настоящее время около 54 % всех построек в районе приходится на высотные жилые дома.
Мост Ханган-тэгё (кор. 한강대교), соединяющий Тонджакку с районом Йонсангу (용산구) к северу от Хангана, является самым старым мостом через Ханган. Всего же на территории Сеула через Ханган построен 21 мост.
В районе находятся два университета (университет Чунан и университет Сунсиль) и 81 школа.

## Достопримечательности
Культурными объектами являются следующие:
- медное зеркало Танюсэмунгён (кор. 다뉴세문경; национальное сокровище № 141) периода бронзового века, которое было найдено при раскопках в провинции Чхунчхон-Намдо. Находится в Корейском христианском музее (한국기독교 박물관) на территории университета Сунсиль
- отливная форма для производства изделий из меди Ёнбом (용범; национальное сокровище № 231). Хранится в музее университета Сунсиль
- медный глобус Носвечигуи (놋쇠지구의; сокровище № 883)
- территория гончарных мастерских периода Пэкче (사당동백제요지; историческое место № 247)
- гробницы шести вассалов вана Танджона (사육신묘; культурное наследие Сеула № 8) и прочее.

## Населённые пункты-побратимы
Внутри страны:
- деревня Чоннамджин, уезд Чанхын, провинция Чолла-Намдо, Республика Корея (с 16 июля 1997)[8]

За рубежом:
- район Пингу (кит. 平谷区, пиньинь: Pínggǔ Qū), г. Пекин, Китай (с 4 апреля 1995)[9]
- район Баянзурх (монг. Баянзүрх), г. Улан-Батор, Монголия (с 27 января 1997)[10]
- г. Дуньхуа (кит. 敦化, пиньинь: Dūnhuà), провинция Цзилинь, Китай (с 21 июня 1997)[11]
- г. Суррэй (англ. Surrey), штат Британская Колумбия, Канада (с 1 ноября 2000)[12]
- г. Тахара (кит. 田原市, англ. Tahara-shi), префектура Айти, Япония (с 14 ноября 2006)[13]